# Blue Bulls
Blue Bulls es un equipo profesional de rugby fundado en 1938 con el nombre de Northern Transvaal en la ciudad de Pretoria, en Sudáfrica, y que compite anualmente en el campeonato sudafricano, la Currie Cup, el campeonato de primera división. Los Blue Bulls juegan sus partidos como local en el Estadio Loftus Versfeld de Pretoria.
El club es dirigido por la Blue Bulls Rugby Union, que también dirige al equipo de los Bulls que compiten en el United Rugby Championship.
El origen de los Blue Bulls fue la ruptura de la Northern Transvaal Rugby Union con la Transvaal Rugby Football Union en 1938, comenzando a operar inmediatamente la nueva Union con un equipo independiente llamado Northern Transvaal. El primer éxito del equipo no se hizo esperar demasiado, ya que en 1946 conquistó por primera vez la Currie Cup. Desde finales de la década de los años 60, se produjo un cambio en la jerarquía de la máxima competición sudafricana de rugby, que había sido dominada por Western Province, cuando Northern Transvaal ganó 12 de los 14 campeonatos disputados entre 1968 y 1981.
En las filas de Northern Transvaal militaron grandes estrellas de la historia de rugby mundial como Frik du Preez o Naas Botha antes de la llegada de la profesionalización de este deporte en los 90. El nombre actual, Blue Bulls, se adoptó al final de la temporada de 1997.
Desde entonces el club ha sido la base sobre la que se forma el equipo de los Bulls, uno de los 5 equipos sudafricanos que compitieron en el torneo Super Rugby contra equipos neozelandeses y australianos, y que ha conquistado en 3 ocasiones. Del mismo modo, la plantilla del equipo ha sido la base con la que la selección sudafricana de rugby logró proclamarse campeona del mundo en 2007, con figuras destacadas como Bryan Habana y Victor Matfield.

## Títulos
- Currie Cup (25): 1946, 1956, 1968, 1969, 1971, 1973, 1974, 1975, 1977, 1978, 1979, 1980, 1981, 1987, 1988, 1989, 1991, 1998, 2002, 2003, 2004, 2006, 2009, 2020-21, 2021

- Currie Cup First Division (1): 2000

- Vodacom Cup (3): 2001, 2008, 2010

- Lion Cup (3): 1985, 1990, 1991

- Percy Frames Trophy (6): 1987, 1988, 1989, 1990, 1991, 1992